# Плавання на Чемпіонаті світу з водних видів спорту 2005
Змагання з плавання на 11-му Чемпіонаті світу з водних видів спорту тривали з 24 до 31 липня в Парку Жан-Драпо в Монреалі (Канада). Розіграно 40 комплектів нагород на довгій воді (50 м), по 20 (17 індивідуальних і 3 естафети) серед чоловіків та жінок.

## Результати

### Чоловіки
| Дисципліна                      | Золото                                                                                      | Золото     | Срібло                                                                                                  | Срібло   | Бронза | Бронза   |
| ------------------------------- | ------------------------------------------------------------------------------------------- | ---------- | --- | -------- | --- | -------- |
| 50 м вільним стилем             | Роланд Шуман Південна Африка                                                                | 21.69 CR   | Дуже Драганья Хорватія                                                                                  | 21.89    | Бартош Кізеровський Польща                                                                                | 21.94    |
| 100 м вільним стилем            | Філіппо Маньїні Італія                                                                      | 48.12 CR   | Роланд Шуман Південна Африка                                                                            | 48.28    | Рейк Нетлінг Південна Африка                                                                              | 48.34    |
| 200 м вільним стилем            | Майкл Фелпс США                                                                             | 1:45.20    | Ґрант Гаккетт Австралія                                                                                 | 1:46.14  | Рейк Нетлінг Південна Африка                                                                              | 1:46.63  |
| 400 м вільним стилем            | Ґрант Гаккетт Австралія                                                                     | 3:42.91    | Юрій Прилуков Росія                                                                                     | 3:44.44  | Уссама Меллулі Туніс                                                                                      | 3:46.08  |
| 800 м вільним стилем            | Ґрант Гаккетт Австралія                                                                     | 7:38.65 WR | Ларсен Дженсен США                                                                                      | 7:45.63  | Юрій Прилуков Росія                                                                                       | 7:46.64  |
| 1500 м вільним стилем           | Ґрант Гаккетт Австралія                                                                     | 14:42.58   | Ларсен Дженсен США                                                                                      | 14:47.58 | Девід Девіс Велика Британія                                                                               | 14:48.11 |
|                                 |                                                                                             |            | |          | |          |
| 50 м на спині                   | Арістеїдіс Грігоріадіс Греція                                                               | 24.95      | Метт Велш Австралія                                                                                     | 24.99    | Лаєм Тенкок Велика Британія                                                                               | 25.02    |
| 100 м на спині                  | Аарон Пірсол США                                                                            | 53.62      | Рендалл Бел США                                                                                         | 54.02    | Ласло Чех Угорщина                                                                                        | 54.27    |
| 200 м на спині                  | Аарон Пірсол США                                                                            | 1:54.66 WR | Маркус Роган Австрія                                                                                    | 1:56.63  | Раян Лохте США                                                                                            | 1:57.00  |
|                                 |                                                                                             |            | |          | |          |
| 50 м брасом                     | Марк Варнеке Німеччина                                                                      | 27.63      | Марк Генглофф США                                                                                       | 27.71    | Косуке Кітаджіма Японія                                                                                   | 27.78    |
| 100 м брасом                    | Брендан Гансен США                                                                          | 59.37 CR   | Косуке Кітаджіма Японія                                                                                 | 59.53    | Юг Дюбоск Франція                                                                                         | 1:00.20  |
| 200 м брасом                    | Брендан Гансен США                                                                          | 2:09.85    | Майк Браун Канада                                                                                       | 2:11.22  | Ґенкі Імамура Японія                                                                                      | 2:11.54  |
|                                 |                                                                                             |            | |          | |          |
| 50 м батерфляєм                 | Роланд Шуман Південна Африка                                                                | 22.96 WR   | Іян Крокер США                                                                                          | 23.12    | Сергій Бреус Україна                                                                                      | 23.38    |
| 100 м батерфляєм                | Іян Крокер США                                                                              | 50.40 WR   | Майкл Фелпс США                                                                                         | 51.65    | Андрій Сердінов Україна                                                                                   | 52.08    |
| 200 м батерфляєм                | Павел Коженьовський Польща                                                                  | 1:55.02    | Мацуда Такесі Японія                                                                                    | 1:55.62  | У Пен Китай                                                                                               | 1:56.50  |
|                                 |                                                                                             |            | |          | |          |
| 200 м комплексом                | Майкл Фелпс США                                                                             | 1:56.68    | Ласло Чех Угорщина                                                                                      | 1:57.61  | Раян Лохте США                                                                                            | 1:57.79  |
| 400 м комплексом                | Ласло Чех Угорщина                                                                          | 4:09.63    | Лука Марін Італія                                                                                       | 4:11.67  | Уссама Меллулі Туніс                                                                                      | 4:13.47  |
|                                 |                                                                                             |            | |          | |          |
| Естафета 4x100 м вільним стилем | Майкл Фелпс (49.17) Ніл Вокер (47.70) Нейт Дусінґ (48.97) Джейсон Лезак (47.93)             | 3:13.77 CR | Канада Яннік Люп'єн (49.88) Рік Сей (48.85) Майк Мінтенко (49.52) Брент Гейден (48.19)                  | 3:16.44  | Австралія Майкл Клім (49.75) Ендрю Мюїнґ (49.04) Лейт Броді (49.82) Патрік Мерфі (48.95)                  | 3:17.56  |
| Естафета 4x200 м вільним стилем | Майкл Фелпс (1:45.51) Раян Лохте (1:48.22) Пітер Вандеркаай (1:46.52) Кліт Келлер (1:46.33) | 7:06.58    | Канада Брент Гейден (1:47.10) Колін Рассел (1:48.60) Рік Сей (1:46.84) Ендрю Херд (1:47.19)             | 7:09.73  | Австралія Ніколас Спенджер (1:47.94) Патрік Мерфі (1:49.04) Ендрю Мюїнґ (1:48.77) Ґрант Гаккетт (1:44.84) | 7:10.59  |
| Естафета 4x100 м комплексом     | Аарон Пірсол (54.26) Брендан Гансен (59.33) Іян Крокер (50.39) Джейсон Лезак (47.87)        | 3:31.85    | Росія Аркадій В'ятчанін (54.75) Дмитро Коморников (59.64) Ігор Марченко (52.16) Андрій Капралов (48.53) | 3:35.08  | Японія Томомі Моріта (54.85) Косуке Кітаджіма (59.19) Рьо Такаясу (52.48) Дайсуке Хосокава (48.88)        | 3:35.40  |

Легенда: WR – Світовий рекорд; CR – Рекорд чемпіонатів світу

### Жінки
| Дисципліна                      | Золото                                                                                                | Золото       | Срібло                                                                                                  | Срібло     | Бронза                                                                                              | Бронза   |
| ------------------------------- | --- | ------------ | --- | ---------- | --------------------------------------------------------------------------------------------------- | -------- |
| 50 м вільним стилем             | Ліббі Тріккетт Австралія                                                                              | 24.59        | Марлен Велдгойс Нідерланди                                                                              | 24.83      | Чжу Інвень Китай                                                                                    | 24.91    |
| 100 м вільним стилем            | Джоді Генрі Австралія                                                                                 | 54.18        | Малія Метелла Франція Наталі Коглін США                                                                 | 54.74      | не вручали                                                                                          |          |
| 200 м вільним стилем            | Соленн Фіге Франція                                                                                   | 1:58.60      | Федеріка Пеллегріні Італія                                                                              | 1:58.73    | Юзефіна Ліллгаге Швеція Ян Юй Китай                                                                 | 1:59.08  |
| 400 м вільним стилем            | Лор Маноду Франція                                                                                    | 4:06.44      | Ай Сібата Японія                                                                                        | 4:06.74    | Кейтлін Макклетчі Велика Британія                                                                   | 4:07.25  |
| 800 м вільним стилем            | Кейт Зіглер США                                                                                       | 8:25.31      | Бріттані Реймер Канада                                                                                  | 8:27.59    | Ай Сібата Японія                                                                                    | 8:27.86  |
| 1500 м вільним стилем           | Кейт Зіглер США                                                                                       | 16:00.41     | Флавія Рігамонті Швейцарія                                                                              | 16:04:34   | Бріттані Реймер Канада                                                                              | 16:07.73 |
|                                 | |              | |            | |          |
| 50 м на спині                   | Джиан Руні Австралія                                                                                  | 28.63        | Ґао Чан Китай                                                                                           | 28.69      | Антьє Бушшульте Німеччина                                                                           | 28.72    |
| 100 м на спині                  | Керсті Ковентрі Зімбабве                                                                              | 1:00.24      | Антьє Бушшульте Німеччина                                                                               | 1:00.84    | Наталі Коглін США                                                                                   | 1:00.88  |
| 200 м на спині                  | Керсті Ковентрі Зімбабве                                                                              | 2:08.52      | Маргарет Гользер США                                                                                    | 2:09.94    | Накамура Рейко Японія                                                                               | 2:10.41  |
|                                 | |              | |            | |          |
| 50 м брасом                     | Джейд Едмістоун Австралія                                                                             | 30.45 WR     | Джессіка Гарді США                                                                                      | 30.85      | Брук Генсон Австралія                                                                               | 30.89    |
| 100 м брасом                    | Лісель Джонс Австралія                                                                                | 1:06.25      | Джессіка Гарді США                                                                                      | 1:06.62    | Тара Кірк США                                                                                       | 1:07.43  |
| 200 м брасом                    | Лісель Джонс Австралія                                                                                | 2:21.72 WR   | Анне Полеска Німеччина                                                                                  | 2:25.84    | Мірна Юкич Австрія                                                                                  | 2:27.11  |
|                                 | |              | |            | |          |
| 50 м батерфляєм                 | Данні М'ятке Австралія                                                                                | 26.11        | Анна-Карін Каммерлінг Швеція                                                                            | 26.36      | Тереза Альсгаммар Швеція                                                                            | 26.39    |
| 100 м батерфляєм                | Джесс Скіппер Австралія                                                                               | 57.23 CR, OC | Ліббі Тріккетт Австралія                                                                                | 57.37      | Отилія Єнджейчак Польща                                                                             | 58.57    |
| 200 м батерфляєм                | Отилія Єнджейчак Польща                                                                               | 2:05.61 WR   | Джесс Скіппер Австралія                                                                                 | 2:05.65 OC | Юко Наканісі Японія                                                                                 | 2:09.40  |
|                                 | |              | |            | |          |
| 200 м комплексом                | Кейті Гофф США                                                                                        | 2:10.41 CR   | Керсті Ковентрі Зімбабве                                                                                | 2:11.13    | Лара Керролл Австралія                                                                              | 2:13.32  |
| 400 м комплексом                | Кейті Гофф США                                                                                        | 4:36.07 CR   | Керсті Ковентрі Зімбабве                                                                                | 4:39.72    | Кейтлін Сандено США                                                                                 | 4:40.85  |
|                                 | |              | |            | |          |
| Естафета 4x100 м вільним стилем | Австралія Джоді Генрі (54.45) Еліс Міллс (53.96) Шейн Різ (55.37) Ліббі Тріккетт (53.54)              | 3:37.32 CR   | Німеччина Петра Даллманн (55.01) Антьє Бушшульте (54.37) Анніка Лурц (54.66) Даніела Ґоц (54.20)        | 3:38.24    | Наталі Коглін (54.31) Кара Лінн Джойс (55.22) Лейсі Наймаєр (54.88) Аманда Вейр (53.90)             | 3:38.31  |
| Естафета 4x200 м вільним стилем | Наталі Коглін (1:58.82) Кейті Гофф (1:58.50) Вітні Маєрс (1:58.81) Кейтлін Сандено (1:57.57)          | 7:53.70 CR   | Австралія Ліббі Тріккетт (1:57.06) Шейн Різ (2:00.00) Бронті Берретт (1:58.58) Лінда Маккензі (1:58.42) | 7:54.06    | КНР Чжу Інвень (1:58.91) Пан Цзяїн (1:59.90) Чжоу Яфей (1:59.44) Ян Юй (1:59.04)                    | 7:57.29  |
| Естафета 4x100 м комплексом     | Австралія Софі Едінґтон (1:01.48) Лісель Джонс (1:05.73) Джесс Скіппер (57.13) Ліббі Тріккетт (53.13) | 3:57.47 CR   | Наталі Коглін (1:00.00) Джессіка Гарді (1:07.70) Рейчел Комісарз (57.80) Аманда Вейр (54.42)            | 3:59.92    | Німеччина Антьє Бушшульте (1:00.72) Сара Певе (1:08.51) Анніка Мельгорн (58.75) Даніела Ґоц (54.53) | 4:02.51  |

### Таблиця медалей
*   Країна-господарка ( Канада)
| Місце               | Країна                | Золото | Срібло | Бронза | Загалом |
| ------------------- | --------------------- | ------ | ------ | ------ | ------- |
| 1                   | США (USA)             | 15     | 11     | 6      | 32      |
| 2                   | Австралія (AUS)       | 13     | 5      | 4      | 22      |
| 3                   | Зімбабве (ZIM)        | 2      | 2      | 0      | 4       |
| 4                   | ПАР (RSA)             | 2      | 1      | 2      | 5       |
| 5                   | Франція (FRA)         | 2      | 1      | 1      | 4       |
| 6                   | Польща (POL)          | 2      | 0      | 2      | 4       |
| 7                   | Німеччина (GER)       | 1      | 3      | 2      | 6       |
| 8                   | Італія (ITA)          | 1      | 2      | 0      | 3       |
| 9                   | Угорщина (HUN)        | 1      | 1      | 1      | 3       |
| 10                  | Греція (GRE)          | 1      | 0      | 0      | 1       |
| 11                  | Канада (CAN)*         | 0      | 4      | 1      | 5       |
| 12                  | Японія (JPN)          | 0      | 3      | 6      | 9       |
| 13                  | Росія (RUS)           | 0      | 2      | 1      | 3       |
| 14                  | КНР (CHN)             | 0      | 1      | 4      | 5       |
| 15                  | Швеція (SWE)          | 0      | 1      | 2      | 3       |
| 16                  | Австрія (AUT)         | 0      | 1      | 1      | 2       |
| 17                  | Нідерланди (NED)      | 0      | 1      | 0      | 1       |
| 17                  | Хорватія (CRO)        | 0      | 1      | 0      | 1       |
| 17                  | Швейцарія (SUI)       | 0      | 1      | 0      | 1       |
| 20                  | Велика Британія (GBR) | 0      | 0      | 3      | 3       |
| 21                  | Туніс (TUN)           | 0      | 0      | 2      | 2       |
| 21                  | Україна (UKR)         | 0      | 0      | 2      | 2       |
| Загалом (22 збірні) | Загалом (22 збірні)   | 40     | 41     | 40     | 121     |

## Рекорди

### Світові рекорди
На Чемпіонаті світу 2005 встановлено 9 світових рекордів.
| Стать    | Дисципліна | Раунд        | Ім'я             | Країна          | Час     |
| -------- | ---------- | ------------ | ---------------- | --------------- | ------- |
| Чоловіки | 800 віль.  | Фінал        | Ґрант Гаккетт    | Австралія       | 7:38.65 |
| Чоловіки | 200 спи.   | Фінал        | Аарон Пірсол     | США             | 1:54.66 |
| Чоловіки | 50 бат.    | 1-й півфінал | Роланд Шуман     | Південна Африка | 23.01*  |
| Чоловіки | 50 бат.    | Фінал        | Роланд Шуман     | Південна Африка | 22.96   |
| Чоловіки | 100 бат.   | Фінал        | Іян Крокер       | США             | 50.40   |
|          |            |              |                  |                 |         |
| Жінки    | 50 брас    | Фінал        | Джейд Едмістоун  | Австралія       | 30.45   |
| Жінки    | 100 брас   | 1-й півфінал | Джессіка Гарді   | США             | 1:06.20 |
| Жінки    | 200 брас   | Фінал        | Лісель Джонс     | Австралія       | 2:21.72 |
| Жінки    | 200 бат.   | Фінал        | Отилія Єнджейчак | Польща          | 2:05.61 |

### Рекорди чемпіонатів світу
На Чемпіонаті світу 2005 встановлено 15 рекордів чемпіонатів світу.

Нотатка: результати позначені зірочкою (*) позначають рекорди, які потім побито під час цього чемпіонату.
| Стать    | Дисципліна       | Раунд                  | Ім'я                                                       | Країна          | Час     |
| -------- | ---------------- | ---------------------- | ---------------------------------------------------------- | --------------- | ------- |
| Чоловіки | 50 віль.         | Фінал                  | Роланд Шуман                                               | Південна Африка | 21.69   |
| Чоловіки | 100 віль.        | Фінал                  | Філіппо Маньїні                                            | Італія          | 48.12   |
| Чоловіки | 100 брас         | 12-й попередній заплив | Косуке Кітаджіма                                           | Японія          | 59.71*  |
| Чоловіки | 100 брас         | Фінал                  | Брендан Гансен                                             | США             | 59.37   |
| Жінки    | 50 спи.          | 2-й півфінал           | Ґао Чан                                                    | Китай           | 28.31   |
| Чоловіки | ест. 4×100 віль. | Фінал                  | Майкл Фелпс, Ніл Вокер Нейт Дусінґ, Джейсон Лезак          | США             | 3:13.77 |
|          |                  |                        |                                                            |                 |         |
| Жінки    | 50 брас          | 2-й півфінал           | Джейд Едмістоун                                            | Австралія       | 30.61*  |
| Жінки    | 100 бат.         | 6-й попередній заплив  | Джесс Скіппер                                              | Австралія       | 57.91*  |
| Жінки    | 100 бат.         | 2-й півфінал           | Джесс Скіппер                                              | Австралія       | 57.75*  |
| Жінки    | 100 бат.         | Фінал                  | Джесс Скіппер                                              | Австралія       | 57.23   |
| Жінки    | 200 ком.         | Фінал                  | Кейті Гофф                                                 | США             | 2:10.41 |
| Жінки    | 400 ком.         | Фінал                  | Кейті Гофф                                                 | США             | 4:36.07 |
| Жінки    | ест. 4×100 віль. | Фінал                  | Джоді Генрі, Еліс Міллс, Шейн Різ, Ліббі Тріккетт          | Австралія       | 3:37.32 |
| Жінки    | ест. 4×200 віль. | Фінал                  | Наталі Коглін, Кейті Гофф, Вітні Маєрс, Кейтлін Сандено    | США             | 7:53.70 |
| Жінки    | ест. 4×100 ком.  | Фінал                  | Софі Едінґтон, Лісель Джонс, Джесс Скіппер, Ліббі Тріккетт | Австралія       | 3:57.47 |